# Plagiozopelma angustifacies
Plagiozopelma angustifacies är en tvåvingeart som först beskrevs av Becker 1922.  Plagiozopelma angustifacies ingår i släktet Plagiozopelma och familjen styltflugor. Inga underarter finns listade i Catalogue of Life.